# Yttrefjärd östra strandbad
Yttrefjärdens östra strand is een plaatsaanduiding binnen de Zweedse gemeente Piteå. Het heeft alleen deze naam gekregen voor het Zweedse Bureau voor de statistiek. In het gebied wonen namelijk meer dan 50 mensen en dan wordt de plaats opgenomen in de lijst van småorts. De bedoelde bewoning wordt gevormd door de bewoners van de oostoever (östra strand) van de Yttrefjärd, vroeger een fjord, nu binnenmeer.
Overigens was het in 2005 de eerste keer dat de plaats genoemd werd. In 1995 en 2000 kwam het nog niet voor op de lijsten.
Bestuurscentrum: Piteå
Tätort: Bergsviken · Blåsmark · Böle · Hemmingsmark · Hortlax · Jävre · Lillpite · Norrfjärden · Roknäs · Rosvik · Sikfors · Sjulsmark · Svensbyn. 
Småort: Arnemark · Bertnäs · Bertnäs · Edet  · Grundvik · Holmträsk · Koler · Kopparnäs · Långträsk · Maran en Skatan · Näsudden en Berget · Nybyn · Ön · Pålberget · Pite havsbad · Storsund · Svedjan en Träsket · Liden · (Yttrefjärd östra strandbad)
Overig: Borgfors · Flötuträsk · Granträskmark · Gråträsk · Högsböle · Högsböleskiftet · (Infjärden) · Jävrebodarna · Klubbfors · Kvarnbäcken · Långnäs · Munksund · Pitsund · Sjulnäs